# درميس تسماني
الدُّرمَيْس التَّسماني (باللاتينية: Dromaius novaehollandiae diemenensis) هو نوَيعٌ منقرضٌ من طائر الدرميس الأسترالي. عاش الدرميس التسماني على جزيرة تسمانيا التي كانت متِّصلةً في الماضي بقارة أستراليا، لكن ارتفاع منسوب البحر في نهاية عصر البلوستوسين أدَّى إلى إغراق الطريق بين تسمانيا وأستراليا، ممَّا ترك هذه الطيور معزولةً في جزيرة تسمانيا. أدى ارتفاع منسوب البحر أيضاً إلى عزل نوعين آخرين شبيهَين به من طيور الدرميس، هُما الدرميس الأسود في جزيرة المَلِك والدرميس البوديني في جزيرة كانغارو، ولأنَّ أعداد هذين الآخرين كانت قليلةً جداً، فقد تطوَّرت بسرعةٍ بعد انعزالها لتتحوَّل إلى أنواعٍ جديدة ومستقلة، أما الدرميس التسماني فقد حالت أعداده الكبيرة دون ظهور صفاتٍ سائدة جديدة فيه على نطاقٍ واسع، ولذلك فهو لا زال يعتبر نُوَيعاً من الدرميس الأسترالي. بل ويَعتقد بعض العلماء أنه قد يكون لا يكون نويعاً مستقلاً من الأساس، فهو يتشابه كثيراً مع الدرميس الأسترالي بحجم الجسد، وأما الفوارق الأساسيَّة بينهما (مثل عدم وُجود ريشٍ على الرقبة عند الدرميس التسماني) فهي موجودةٌ على ما يبدو - ولو على نحوٍ نادر - بين بعض طيور الدرميس الأستراليَّة. من المحتمل أن هذا الطائر كان أصغر حجماً بقليلٍ من الدرميس الحديث، إلا أنَّ ذلك غير مُؤكَّد.

## الانقراض
مثل طيور الدرميس على قارَّة أستراليا، اصطاد المستوطنون الأوربيُّون الدرميس التسماني بصفته آفة. واجه الطائر مشاكل أخرى أيضاً، مثل عادة حرق الغابات لتحويلها إلى أراضٍ زراعيَّة. في عام 1838، تلقَّى المتحف البريطاني عيَّنتين لطائرين من الدرميس التسماني مَكسوَّين بجلدهما وريشهما. انقرض هذا النوع في وقتٍ ما حول سنة 1850، إلا أنَّ تاريخ انقراضه غير معروف بدقَّة. بعد أن انقرض الدرميس التسماني، قام بعض الأحيائيِّين بإعادة استقدام طيور الدرميس الأسترالي إلى جزيرة تسمانيا، لتحلَّ مكان النُوَيع المنقرض. ماتت طيور درميس في الأسر عام 1873، من المُحتمل أنها كانت من نُوَيع الدرميس التسماني، إلا أنَّ نوعها غير معروفٍ على وجه التحديد.